# Félix de Blochausen
Félix de Blochausen (ur. 5 marca 1834, zm. 15 listopada 1915) – luksemburski polityk i baron. Szósty premier Luksemburga, sprawujący urząd od 26 grudnia 1874 roku do 20 lutego 1885 roku.